# Pseudoeurycea conanti
Espèce
Statut de conservation UICN

 EN B1ab(iii)+2ab(iii) : En danger
Pseudoeurycea conanti est une espèce d'urodèles de la famille des Plethodontidae.

## Répartition
Cette espèce est endémique de l'État d'Oaxaca au Mexique. Elle se rencontre de 900 à 2 500 m d'altitude dans la Sierra Madre del Sur,.

## Étymologie
Cette espèce est nommée en l'honneur de Roger Conant.

## Publication originale
- Bogert, 1967 : New salamanders of the plethodontid genus Pseudoeurycea from the Sierra Madre del Sur of Mexico. American Museum Novitates, no 2314, p. 1-27 (texte intégral).